# La commissaria
La commissaria (tit. orig. "Комиссар", Komissar) è un film del 1967 diretto da Aleksandr Askol'dov.
La pellicola è stata bandita fino al 1987 con accuse di calunnie sulla rivoluzione e di propaganda sionista. Nel 1988, il film è stato presentato in concorso alla 38ª edizione del Festival internazionale del cinema di Berlino dove ha vinto il Gran Premio della Giuria.